# Dalton Osorno
Dalton Osorno (Jipijapa, 1958) es un escritor y catedrático ecuatoriano. Entre los galardones literarios que ha ganado se cuentan el Concurso Nacional de Literatura, organizado por la Casa de la Cultura Ecuatoriana, y el Premio La Linares de Novela Breve.
Se inició en la literatura en 1988 con la publicación de la colección de cuentos El vuelo que me dan tus alas (1988), donde explora distintos aspectos de la ciudad de Guayaquil. Luego de este libro, Osorno pasó principalmente al género de la poesía, con obras como Visión de la ciudad (1994), Palíndromo (1997) y  Amarantazgo (2000).
En 2003, Osornó ganó el primer lugar en el Concurso Nacional de Literatura, organizado por el Municipio de Guayaquil y la Casa de la Cultura Ecuatoriana, con el poemario No hay peor calamidad, desfachatez, infatuamiento que un poeta enamorado. El jurado del certamen estuvo compuesto por los escritores Maritza Cino, Marcelo Báez y Edwin Madrid.
Tras jubilarse en 2014, Osorno se mudó a Salinas, luego de cuatro décadas de habitar en Guayaquil.
Su poemario Duración del esfumato, publicado en 2017 tiene entre sus temas principales la ceguera, la pintura, la ciudad y los viajes. El propio Osorno sufrió ceguera cuando era niño, de la que luego pudo recuperarse por medio de una cirugía.
En 2020, ganó el Premio La Linares de Novela Breve por su novela Sonata para jaibas y cangrejos, que presentó al concurso con el seudónimo Ambrosina de Amay. La obra, que fue elegida por un jurado forma por Elizabeth Rivero, Carlos Carrión e Iván Égüez, sigue a dos narradores, un cronista y un novelista, que intentan registrar la vida de las personas que conviven alrededor de la calle Salinas de Guayaquil, también conocida como «La 18», famoso barrio de tolerancia de la ciudad. Entre las personalidades que elogiaron la novela se cuentan Eduardo Varas y Marcelo Báez.

## Obras

### Narrativa
- El vuelo que me dan tus alas (1988), cuentos
- Sonata para jaibas y cangrejos (2020), novela
- Hasta que salga el cuento (2024), cuentos[8]

### Poesía
- Visión de la ciudad (1994)
- Palíndromo (1997)
- Amarantazgo (2000)
- No hay peor calamidad, desfachatez, infatuamiento que un poeta enamorado (2003)
- Duración del esfumato (2017)